# Szövetkezett ellenzék

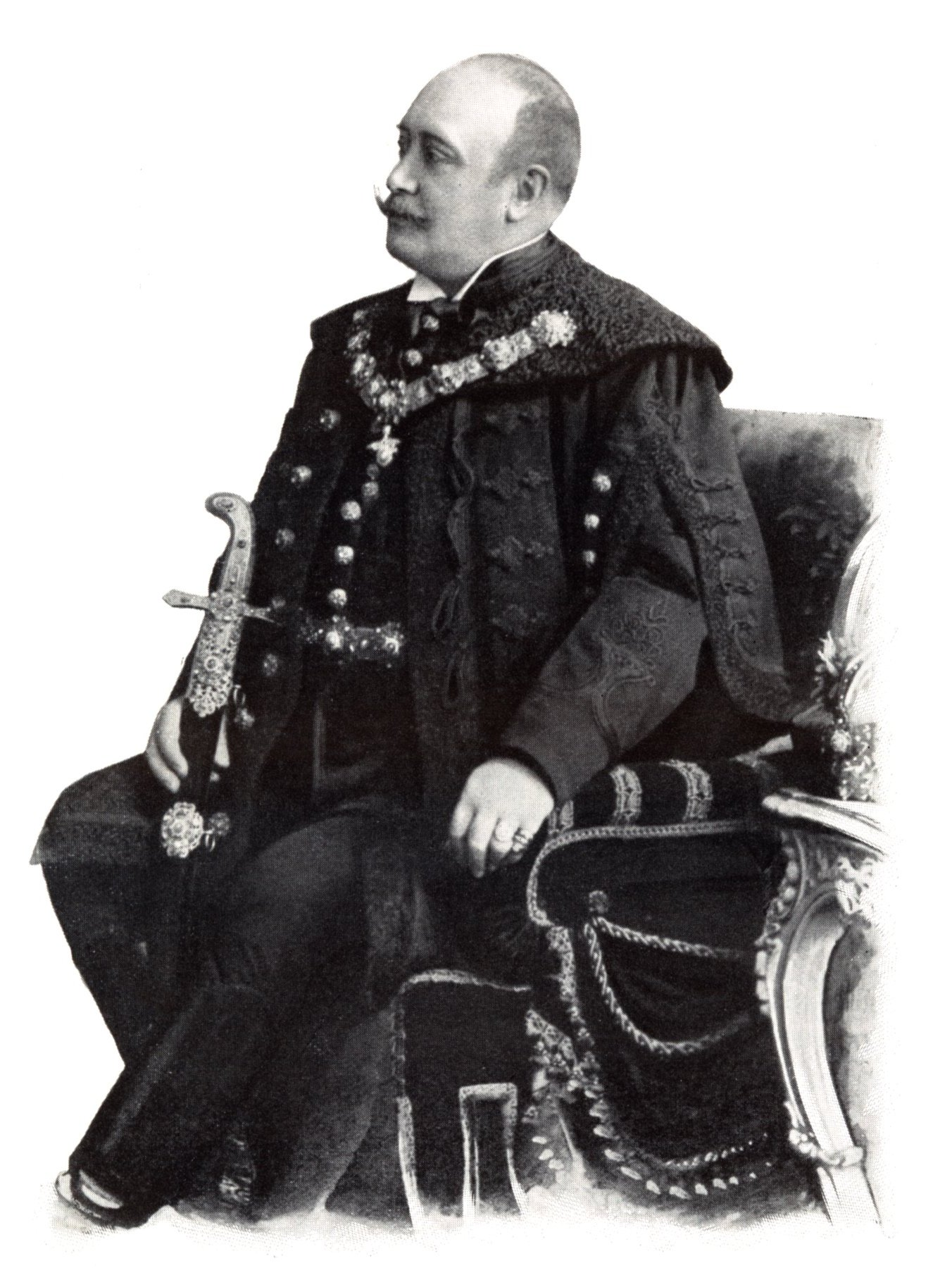
Kossuth Ferenc portréja a szövetkezett balpárt arcképcsarnokában (1905)

A szövetkezett ellenzék vagy Koalíció (olykor szövetkezett balpárt) Tisza István erőszakos házszabályreformja, az ellenzéki obstrukció házszabályellenes letörése és az ún. „zsebkendőszavazás” hatására az 1904-es esztendő során egységbe tömörült parlamenti ellenzék elnevezése volt. Formális megalakulása 1904. november 19-én történt az ellenzék közös „vezérlőbizottságának” felállításával.

## A pártszövetség tagjai
A Koalíció egyik alapítója és egyben legnagyobb pártja, vezetője a Függetlenségi és 48-as Párt (rövidebb nevén Függetlenségi Párt) volt Kossuth Ferenccel az élén, melybe az 1905-ös választásokat megelőzően visszatért a korábban kivált Ugron-frakció. További alapítók voltak a Bánffy Dezső vezette Új Párt és az ifj. Andrássy Gyula vezette disszidensek. Utóbbiak azok, akik Tisza István intézkedéseinek, de legfőképp a „zsebkendőszavazás” hatására kiléptek a Szabadelvű Pártból és később, 1905 novemberében, már a koalíción belül, Andrássy vezetésével megszervezték az Országos Alkotmánypártot. A Koalícióhoz csatlakozott még az Apponyi Albert vezette Nemzeti Párt (amelynek tagjai 1899 és 1903 között kormányon voltak), a Katolikus Néppárt, valamint a Vázsonyi Vilmos alapította és elnökölte Polgári Demokrata Párt is. A három új belépő közül a Nemzeti Párt 1905 januárjában beolvadt a Függetlenségi és Negyvennyolcas Pártba, míg a másik kettő megőrizte önállóságát a szerveződésen belül.
Az így létrejött Koalíció politikailag rendkívül színes volt keveredtek benne a függetlenségi (48-as) és 67-es tradíciók, részt vettek benne a három évtizedes szabadelvű kormányzás képviselői, tagjai között egyaránt megtalálhatóak voltak liberálisok és konzervatívok. Az ellenzéki választási együttműködés megalakulása abból szempontból is új helyzetet teremtett, hogy míg eddig a kormánnyal szemben álló erőknek legfeljebb parlamenten belüli súlyuk növelésére és ennek révén a kormánypárt mozgásterének korlátozására volt esélyük, most valódi kormányképes alternatíva jött létre. A Koalíció célja ugyanakkor nem a parlamenti váltógazdaság elindítása, hanem a Szabadelvű Párt végleges legyőzése volt, ugyanis az ellenfelet illegitimnek tekintették az 1904. november 18-i „zsebkendőszavazás” miatt.

## Története

### 1905-ös választások, belpolitikai válság
A Koalíció az 1905-ös választásokon abszolút többséget szerzett, azonban nyílt szembenállásuk az akkori, dualista rendszerrel és államberendezkedéssel az 1905–1906-os magyarországi belpolitikai válsághoz vezetett. A parlamenti többséget negligálva Ferenc József egy gyakorlatilag parlamenten kívüli tagokból álló, átmeneti kormány alakítására adott megbízást. Az így született Fejérváry-kormány ellenében a Koalíció tagjai „nemzeti ellenállást” hirdettek, melynek eredményeként az mindvégig cselekvésképtelen maradt. A válság megoldására végül kompromisszumot kötöttek az udvarral, az önálló hadsereg felállításának elvetéséért és Wekerle Sándor miniszterelnökké kinevezéséért cserébe, 1906. április 11-én a koalíciós pártok kerültek hatalomra. Ezt az április 29-ére kiírt újabb országgyűlési választások megerősítették, a koalíció ismét győzelmet aratott, a Szabadelvű Párt szétesésével gyakorlatilag politikai ellenfél nélkül, 90,31%-os eredményt ért el.

### Kormányon

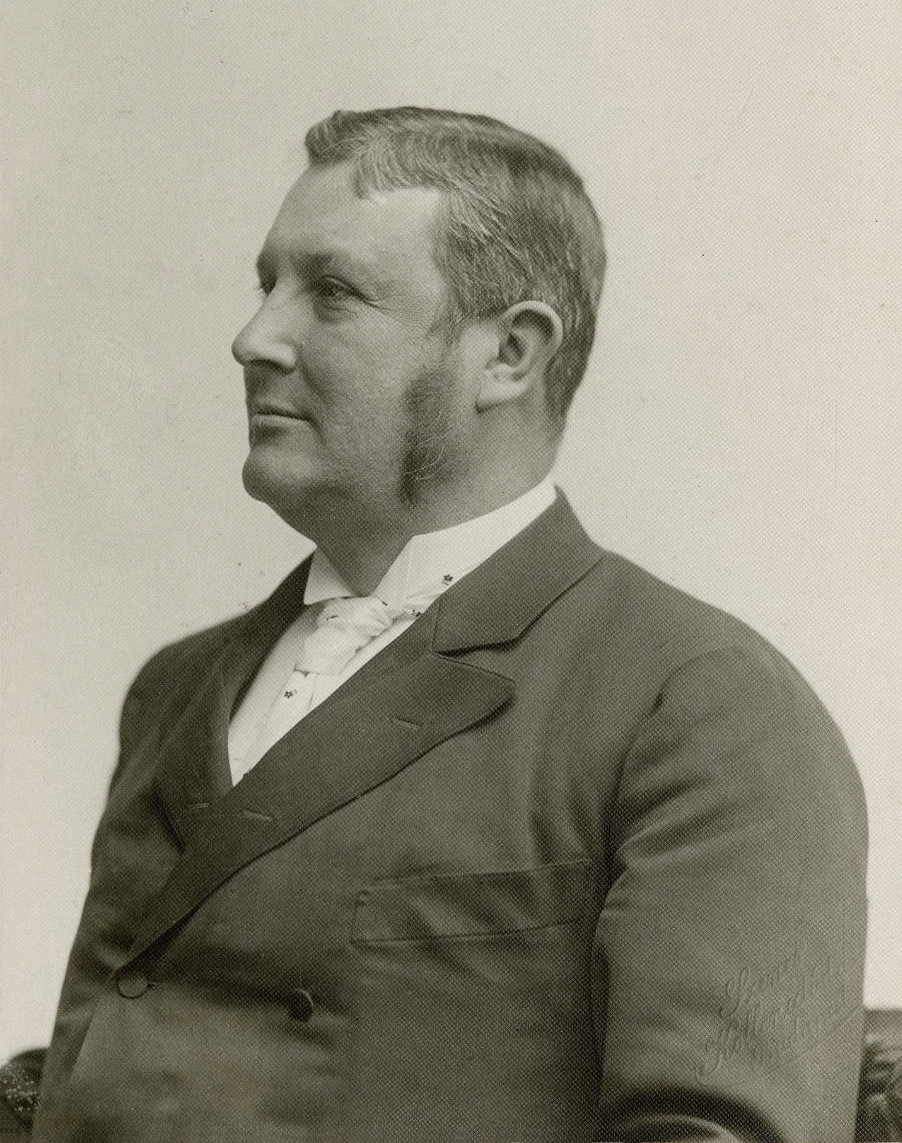
Wekerle Sándor

A külső és belső ellentétektől szabdalt Koalíciónak semmilyen komoly sikert nem sikerült felmutatnia.

## Választási eredményei
| Választások | Függetlenségi Párt | Országos Alkotmánypárt1 | Katolikus Néppárt | Demokrata Párt | Új Párt | Összes mandátum | Mandátumok aránya | Parlamenti szerepe |
| ----------- | ------------------ | ----------------------- | ----------------- | -------------- | ------- | --------------- | ----------------- | ------------------ |
| 1905-ös     | 165                | 27                      | 25                | 2              | 13      | 232             | 56,17%            | kormánykoalíció    |
| 1906-os     | 253                | 84                      | 33                | 3              | —       | 373             | 90,31%            | kormánykoalíció    |

1: Az 1905-ös választásokon még „disszidensek” néven szerepelt, párttá csak a választások után alakult